# Lyctocoris
Lyctocoris is een geslacht van wantsen uit de familie bloemwantsen (Anthocoridae). Het geslacht werd voor het eerst wetenschappelijk beschreven door Carl Wilhelm Hahn in 1836.

## Soorten
Het genus bevat de volgende soorten:

- Lyctocoris beneficus (Hiura, 1957)
- Lyctocoris campestris (Fabricius, 1794)
- Lyctocoris canadensis Kelton, 1967
- Lyctocoris dimidiatus (Spinola, 1837)
- Lyctocoris doris Van Duzee, 1921
- Lyctocoris elongatus (Reuter, 1871)
- Lyctocoris hasegawai Hiura, 1966
- Lyctocoris hawaiiensis (Kirkaldy, 1902)
- Lyctocoris kurentzovi Kerzhner, 1979
- Lyctocoris latus Poppius, 1909
- Lyctocoris menieri Carayon, 1971
- Lyctocoris mexicanus Kelton, 1966
- Lyctocoris nidicola Wagner, 1955
- Lyctocoris obscurus Kerzhner, 1979
- Lyctocoris okanaganus Kelton & Anderson, 1962
- Lyctocoris rostratus Kelton & Anderson, 1962
- Lyctocoris signoreti Reuter, 1884
- Lyctocoris spanbergii Reuter, 1884
- Lyctocoris stalii (Reuter, 1871)
- Lyctocoris terreus Scudder, 1878
- Lyctocoris tuberosus Kelton & Anderson, 1962
- Lyctocoris uyttenboogaarti Blöte, 1929
- Lyctocoris variegatus Péricart, 1969
- Lyctocoris zhangi Bu & L.Y. Zheng, 2001